# زبان‌های غیرایرانی در ایران
این مقاله به زبان‌های غیر ایرانی می‌پردازد که در طول تاریخ در نتیجه سکونت مردمان گوناگون در ایران و ارتباط آن‌ها با مردم ایرانی زبانی که از آغاز هزاره دوم پیش از میلاد شروع به مهاجرت به زمینهای ایرانی کردند در ایران به آن‌ها تکلم می‌شد.

## در ایران پیش از اسلام
از سه زبان غیر ایرانی رایج پیش از اسلام فقط اورارتی و ایلامی نسبتاً خوب شناخته شده‌اند.
1. ایلامی
2. اورارتی
3. کاسی

## در ایران امروزی
زبانهای غیر ایرانی که امروزه در ایران به آن‌ها تکلم می‌شود اعضای خانواده‌های زبانی زیرند:
1. آلتایی
  1. ترکی اغوز، دارای اعضای متعدد
  2. ترکی خلج
2. سامی آفرو-آسیایی
3. آرامی نو
4. هندواروپایی
  1. ارمنی
  2. کولی هندوآریایی
5. قفقازی:گرچی
6. دراویدی:بهرویی